# 길 위에서

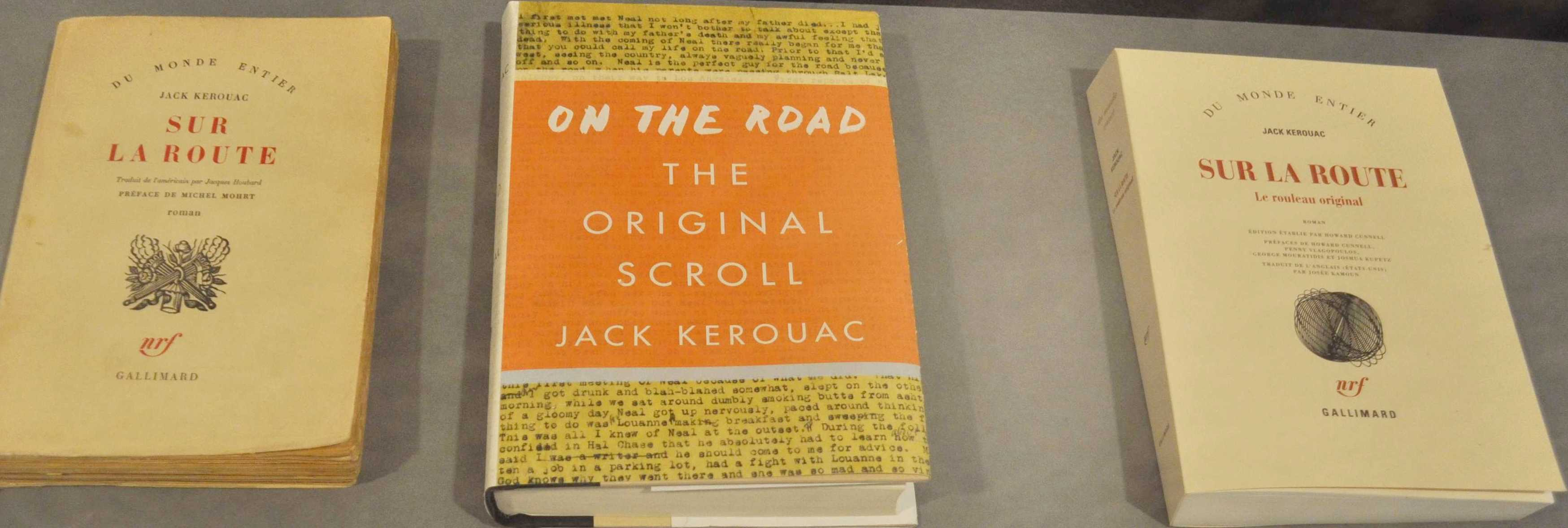

《길 위에서》(영어: On the Road)는 잭 케루악의 소설이다. 저자가 자신의 방랑 경험을 바탕으로 쓴 자전적 내용의 소설이다.